# Удинцева
Удинцева — деревня в Свердловской области России, входит в Ирбитское муниципальное образование. Ранее называлась деревней Фроловой.

## Географическое положение
Деревня Удинцева расположена в 35 километрах (по дорогам в 47 километрах) к северо-западу от города Ирбита, на левом берегу реки Ницы. В четырёх километрах от деревни проходит автодорога Алапаевск — Ирбит. В деревне имеется источник с ключевой водой.

## Население
| 2002 | 2010 | 2021 |
| ---- | ---- | ---- |
| 138  | ↘108 | ↘79  |